# Sveti Janez Evangelist na otoku Patmos
Sveti Janez Evangelist na otoku Patmos je slika iz Velázquezovega zgodnjega obdobja, naslikana v Sevilji okoli leta 1618 in shranjena v Narodni galeriji v Londonu skupaj s svojim partnerjem, Brezmadežnim spočetjem.

## Zgodovina
Leta 1800 je Ceán Bermúdez omenil to sliko skupaj z Brezmadežnim spočetjem, enakih dimenzij, v kapitlju samostana Carmen Calzado v Sevilji, za katerega je bila verjetno naslikana. Obe sta bili prodani leta 1809 s posredovanjem kanonika Lópeza Cepera, veleposlaniku Velike Britanije Bartholomewu Freru. Leta 1956 ga je pridobil muzej, kjer je bil že od leta 1946 deponiran kot posojen. Ceánovi kritiki so si enotni v prepoznavanju njegovega avtograma.

## Ikonografija
Velázquez predstavlja Janeza Evangelista na otoku Patmos, kjer je, kot pravi Francisco Pacheco, »imel občudovanja vredne ilustracije in razodetja ter napisal Apcolapsi«. Kaže ga, da sedi, s knjigo, v katero je zapisal vsebino razodetja, na svojem kolenu. Na dnu še dve zaprti knjigi verjetno namigujeta na evangelij in tri poslanice, ki jih je napisal. Zgoraj in levo se pojavi vsebina videnja, ki obesi svetnika, vzeto iz Apokalipse (Raz 12,1-4) in interpretirano kot lik Brezmadežnega spočetja, katerega kontroverzna dogmatska definicija je imela goreče zagovornike v Sevilji: »A na nebu se je prikazalo veliko znamenje: žena, oblečena s soncem, z mesecem pod nogami in krono iz dvanajstih zvezd na glavi (...) Na nebu se je prikazalo drugo znamenje: zmaj ognjene barve s sedmimi glavami in deset rogov ( ...) je stalo pred žensko med porodom«. V svoji risbi Velázquez sledi dobro znanim ikonografskim modelom: gravuri Jana Sadelerja, ki temelji na sliki Martína de Vosa za splošni obris in figuro zmaja, in drugi Juan de Jáuregui, objavljeni v knjigi Luisa del Alcázarja Vestigatio arcani sensu Apocalypsi (Antwerpen, 1614), za podobo Device. Na lik svetega Janeza so bili nakazani tudi vplivi Dürerjeve grafike iste teme, ki ji Pacheco očita, da je naslikal, čeprav je bolj oddaljena in interpretirana na naturalistični način, Svetega Janeza kot mladeniča, kar počne tudi Velázquez, saj je bil v času pisanja Apokalipse star devetdeset let. S tem pa bi lahko Velázquez na platno prenesel še en ikonografski nasvet svojega mojstra, kjer je priporočil, da ga naslika »mladeniča, za njegovo večno devištvo in da ponudijo tak vzor čistosti, ter jih spodbujajo, naj posvetijo cvet svoje mladosti Kristusu«.
V glavi svetnika vidimo študijo iz življenja, verjetno enak model, uporabljen pri študiji profilne glave v Ermitažu. Svetloba je tudi svetloba naravoslovnih tokov. Izhaja iz žarišča, ki je izven slike, se intenzivno odseva v belih oblačilih in z močnimi sencami poudarja trde poteze mladega apostola. Volumetrični učinek, ustvarjen na ta način in zanimanje, izraženo v teksturah materialov, kot je poudaril Fernando Marías, oddaljujeta Velázqueza od njegovega mojstra že v teh zgodnjih delih.
Orel ostaja v poltemi, čigar navzočnost je komaj opazna zaradi večje osvetlitve enega kopita in nekaterih belih potez čopiča, ki odbijajo svetlobo na glavi in kljunu, perje pa se zlije z zemeljskim ozadjem pokrajine. Desno od drevesnega debla je nebo prekrito z ležernimi potezami čopiča, kot je to počel Velázquez, namenjen čiščenju čopiča. Zaradi nadzorovanega preučevanja svetlobe v liku svetega Janeza in grobega videza njegove figure še bolj izstopa nadnaravni značaj videnja, ovit v avro difuzne svetlobe. Pomanjšana narava vizije, za razliko od tistega, kar najdemo na grafikah, ki so služile kot model, je pojasnjena z njeno umestitvijo poleg slike Brezmadežnega spočetja, v kateri se vizija apokaliptične ženske oblikuje kot Devica. Bog je spočel brez greha, s čimer je poudarjen literarni izvor te marijanske ikonografije, kot materializacija videnja, znanega po besedah svetega Janeza.